# Cầu Gián Khẩu

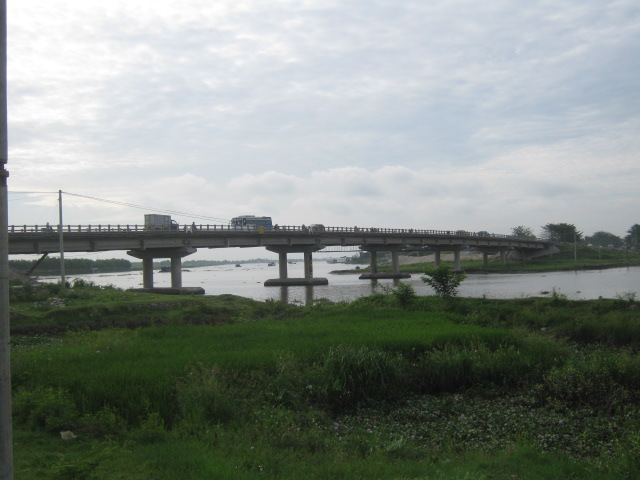
Cầu Gián Khẩu

Cầu Gián Khẩu là cây cầu nằm trên Quốc lộ 1 xuyên Việt. Là cây cầu nằm ở cửa sông Hoàng Long, nơi con sông này đổ vào sông Đáy. Cầu nằm giữa địa bàn huyện Gia Viễn và thành phố Hoa Lư của tỉnh Ninh Bình.Ngày 30/1/2012, Cầu Gián Khẩu mới được xây dựng tại km 255+185 trên tuyến Quốc lộ 1 vượt qua sông Hoàng Long. Đây là một trong 11 công trình trọng điểm của Bộ Giao thông Vận tải được phát động thi công đầu năm. Cầu có tổng chiều dài 522,82m; bề rộng 12m do Tổng Công ty Xây dựng công trình giao thông 4; Công ty TNHH một thành viên xây dựng cầu 75; Doanh nghiệp Xây dựng Xuân Trường và Công ty Cổ phần Xây dựng 16 Thăng Long thi công trong thời gian 10 tháng.

## Kiến trúc
Cầu có 11 nhịp dẫn bằng dầm I bê tông cốt thép dài 33 mét, mố chữ U, trụ thân đặc, đặt trên nền móng cọc khoan nhồi có đường kính từ 1,2 đến 1,5 mét. Kinh phí xây dựng 270 tỷ đồng bằng nguồn vốn Trái phiếu Chính phủ. Cầu Gián Khẩu nằm trên trục đường huyết mạch giao thông Quốc lộ 1 với trung bình có hơn 50.000 lượt xe qua lại/ngày – đêm. Sau hơn một năm triển khai xây dựng, công trình đã hoàn thành các hạng mục. Công trình đã được thử tải, kiểm tra chứng nhận đủ điều kiện đảm bảo an toàn chịu lực, đảm bảo chất lượng kỹ thuật tuyệt đối an toàn, đủ điều kiện để đưa vào khai thác.
Quá trình triển khai thực hiện dự án, với nhiệm vụ được Bộ giao, Sở Giao thông Vận tải Ninh Bình đã thực hiện trách nhiệm và quyết tâm cao, chủ động, tích cực bám sát sự chỉ đạo của Bộ và tỉnh, phối hợp chặt chẽ với các địa phương và đơn vị thi công tập trung nguồn lực, khắc phục khó khăn và hoàn thành công trình theo tiến độ được giao và đến nay công trình đã hoàn tất, đủ điều kiện đưa vào khai thác với việc đảm bảo an toàn về chất lượng, kỹ, mỹ thuật.
Công trình này góp phần cải thiện tích cực hoạt động vận tải, đảm bảo giao thông thông suốt, khắc phục tình trạng ùn tắc giao thông, đảm bảo an toàn giao thông, đồng thời góp phần thúc đẩy sự phát triển kinh tế-xã hội của tỉnh Ninh Bình nói riêng và cả nước nói chung.